# Pierre Soulé
Pierre Soulé (ur. 31 sierpnia 1801 w Castillon-en-Couserans, zm. 26 marca 1870 w Nowym Orleanie) – amerykański polityk i dyplomata.

## Życiorys
Urodził się 31 sierpnia 1801 w Castillon-en-Couserans. Uczęszczał do szkół w Tuluzie i Bordeaux. W wieku 15 lat został wydalony do Nawarry za działalność przeciwko Burbonom. Przez rok przebywał w Pirenejach, a w 1818 roku powrócił do Francji. Studiował nauki prawne w Paryżu, gdzie po uzyskaniu dyplomu prowadził prywatną praktykę i zajmował się dziennikarstwem. W 1825 roku został aresztowany za działalność rewolucyjną, jednak zbiegł do Wielkiej Brytanii, a następnie na Haiti i do USA. Praktykował prawo w Nowym Orleanie, a w 1846 roku został członkiem legislatury stanowej Luizjany. W tym samym roku wystartował w uzupełniających wyborach do Senatu z ramienia Partii Demokratycznej, które miały obsadzić wakat po śmierci Alexandra Barrowa. Mandat senatora pełnił przez dwa miesiące w 1847 roku i ponownie w latach 1849–1853. W październiku 1853 roku został mianowany posłem pełnomocnym w Hiszpanii. Po niespełna dwuletniej służbie dyplomatycznej zrezygnował ze stanowiska. Powrócił do praktyki prawniczej w Nowym Orleanie. Był przeciwny secesji Luizjany, jednak podporządkował się władzom stanowym. Gdy jego rodzinne miasto zostało oblężone, Soulé został uwięziony w Fort Lafayette w Nowym Jorku. Po uwolnieniu wspomagał Konfederację. Zmarł 26 marca 1870 w Nowym Orleanie. Został pochowany na Saint Louis Cemetery.